# Кокбастау (Аксуатський район)
Кокбаста́у (каз. Көкбастау) — село у складі Аксуатського району Абайської області Казахстану. Входить до складу Кумгольського сільського округу.
Населення — 24 особи (2021; 120 у 2009, 187 у 1999, 210 у 1989).
Національний склад станом на 1989 рік:
- казахи — 100 %